# Ostrov muzeí
Ostrov muzeí či Muzejní ostrov (německy Museumsinsel) je severní část ostrova na Sprévě v Berlíně, na níž leží pět světově významných muzeí, součástí Berlínských státních muzeí. Ostrov je od roku 1999 na seznamu světového kulturního dědictví UNESCO.

## Historie
První muzeum bylo na ostrově založeno v roce 1830, první muzejní budovu, dnešní Staré muzeum (Altes Museum) postavil Karl Friedrich Schinkel na přání Fridricha Viléma IV. Sbírka si v krátké době získala velmi dobrou pověst, a tak byla již v roce 1855 otevřena nová muzejní budova Nového muzea (Neues Museum), určená pro sbírky starověkého Egypta, prehistorické a etnografické sbírky. V roce 1876 na ostrově vzniklo další muzeum, tentokrát budova národní galerie (Nationalgalerie - později přejmenována na Alte Nationalgalerie), určená pro soudobé německé umění. Donace a vykopávky prováděné Prusy v 19. století, hlavně na Blízkém východě, nicméně rychle vedly k přesunům sbírek a k zaplnění existujících muzeí. V roce 1904 proto pro malby a sbírku plastik vznikla nová budova se jménem Kaiser-Friedrich-Museum (dnešní Bode-Museum). Ani to však nestačilo pro sbírku starověkých exponátů a neustále rostoucí archeologické sbírky, jako poslední bylo proto na ostrově postaveno Pergamonmuseum, dokončené v roce 1930.
Muzejní ostrov byl silně poškozen během druhé světové války a následného období. Budova Nového muzea byla vážně poškozená bombami, většina sbírek však byla dobře ukryta. Po rozdělení Berlína byla však rozdělena a vystavena na různých místech východního i západního Berlína. Sjednocení a restrukturalizace sbírek byla možná teprve po sjednocení Berlína, v té době také začaly opravy všech pěti muzejních budov.
Pro muzejní ostrov byl vytvořen Master Plan, který počítá s výstavbou další nové budovy, sloupořadí po severním břehu ostrova, které bude sloužit jako vstupní hala s potřebným návštěvnickým zázemím. Ponese jméno James Simon Gallery podle známého berlínského mecenáše. Bude stát vedle budovy Nového muzea a budovy muzeí budou (s výjimkou Staré národní galerie) propojeny podzemní chodbou - Archeologickou promenádou. Pro velké obtíže se zakládáním v močálovité půdě byl základní kámen položen až roku 2013 a dokončení je plánováno na rok 2019.

## Přístup
Na Muzejní ostrov se lze dostat S-Bahnem (linky S5, S7, S75, S9) nebo tramvají (linky M2, M4, M5, M6) – stanice Hackescher Markt.

## Muzejní budovy
Na ostrově jsou umístěny:
- Staré muzeum, budova podle návrhu Karla Friedricha Schinkela z roku 1830 hostící část sbírky antického umění;
- Nové muzeum dokončené roku 1855 podle plánů Friedricha Augusta Stülera, zničené během druhé světové války a znovuvybudované pod vedením Davida Chipperfielda roku 2009, dnes vystavuje starověké, především staroegyptské sbírky;
- Pergamonské muzeum, vybudované roku 1930, obsahuje další část sbírky antického umění, především Pergamonský oltář a Ištařinu bránu; a sbírky islámského umění.
- Stará národní galerie z roku 1876, navržená rovněž Friedrichem Augustem Stülerem, hostí sbírku umění 19. století;
- Bodeho muzeum vzniklo roku 1904 pod jménem Muzeum císaře Fridricha, dnes nese jméno Wilhelma von Bode, který jeho stavbu prosadil, a obsahuje sbírku středověkého a byzantského umění, sochařské sbírky a sbírku mincí.

## Fotogalerie

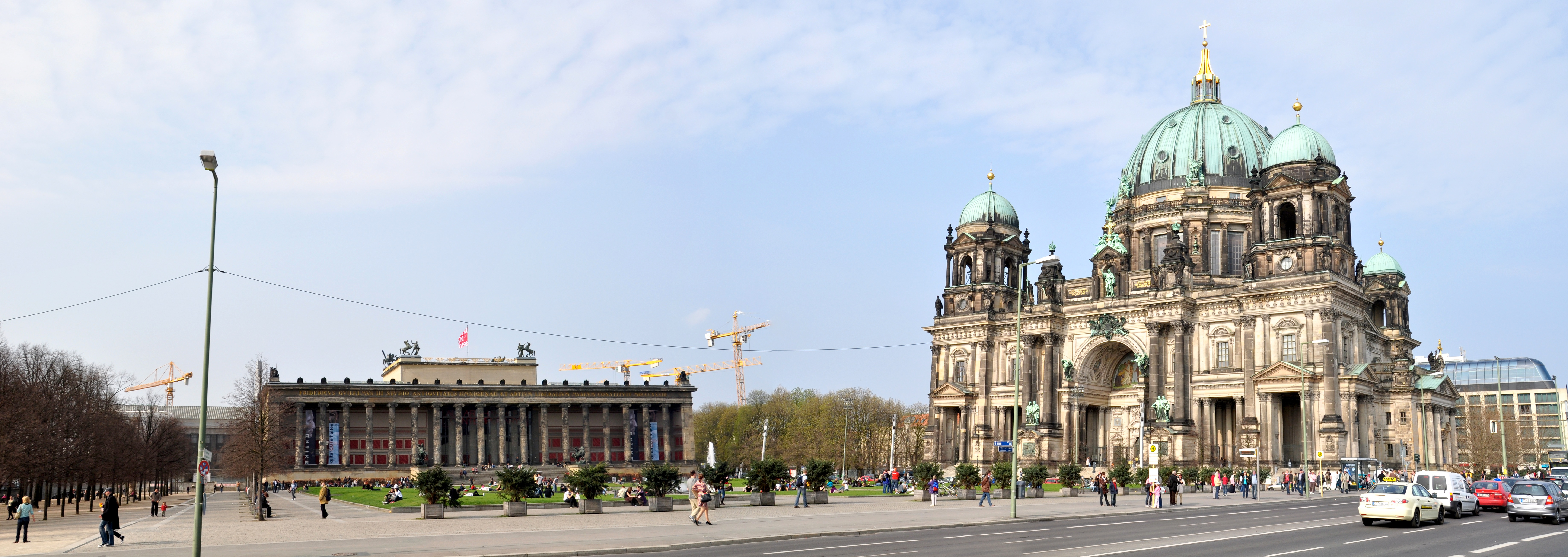
Staré muzeum, Libosad a Berlínská katedrála
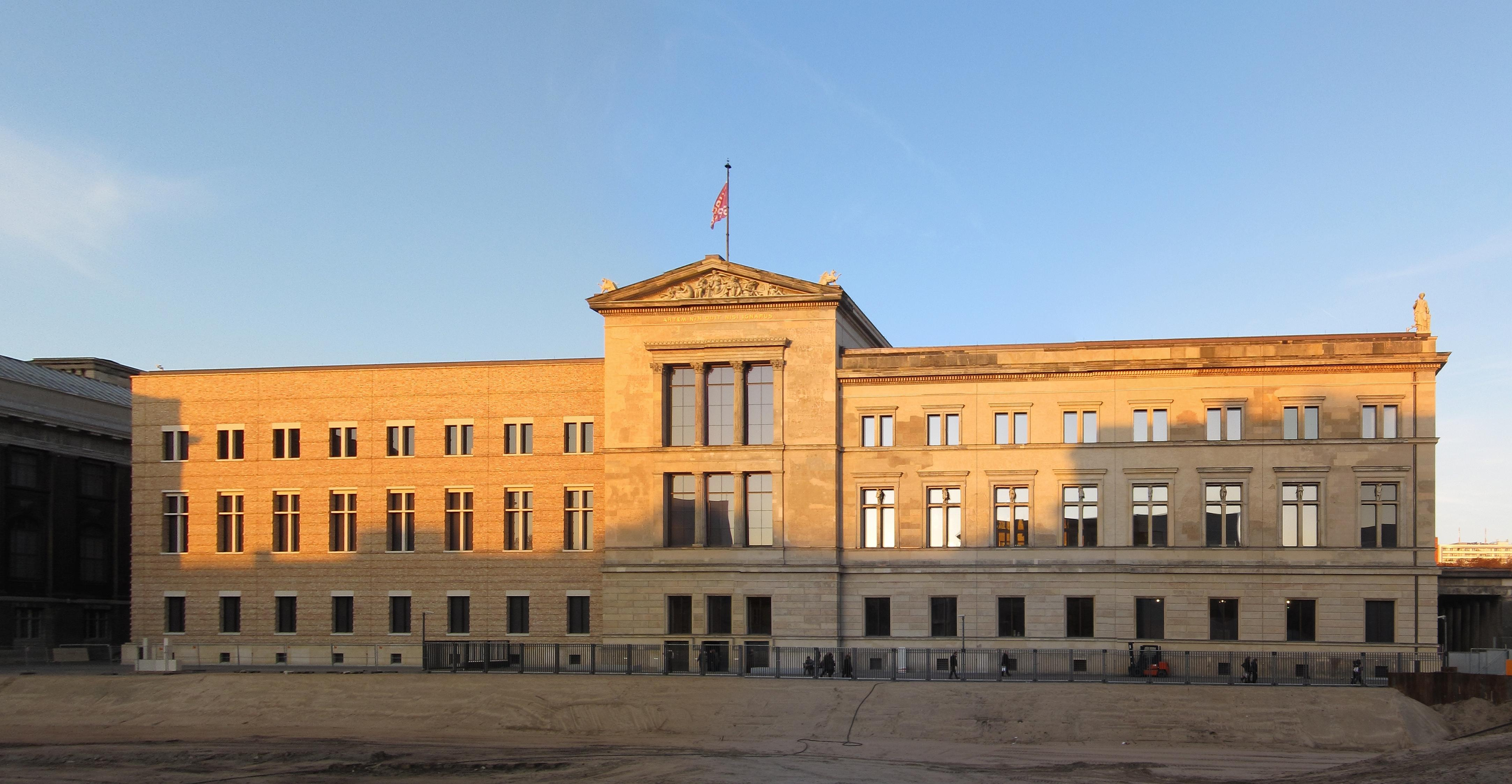
Nové muzeum
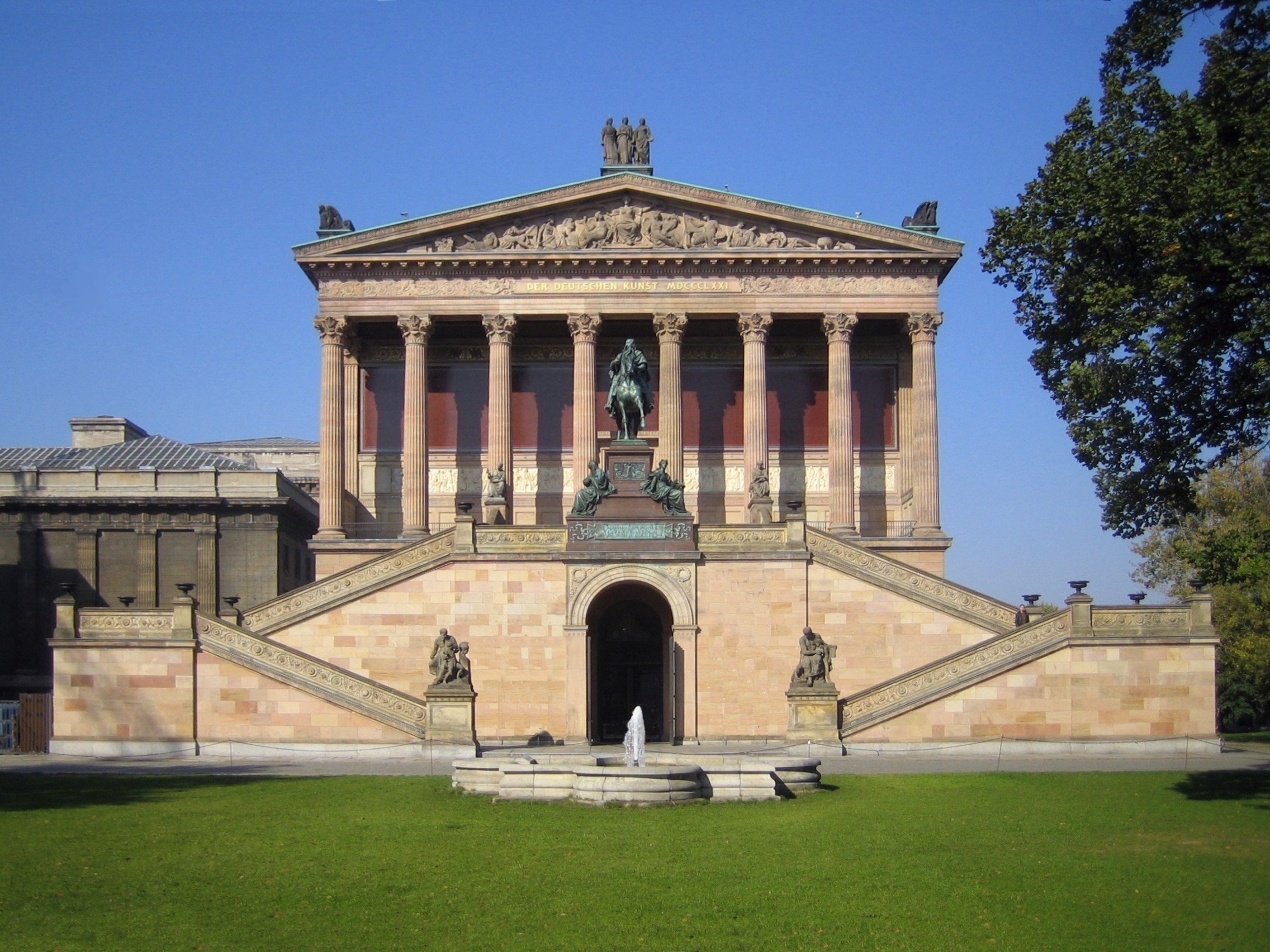
Stará národní galerie
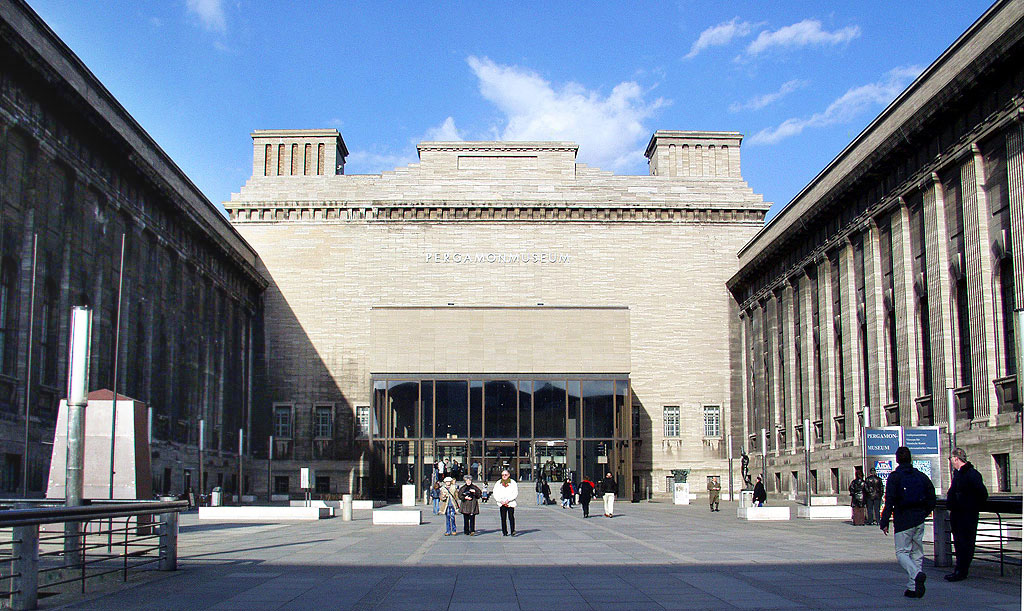
Pergamonské muzeum
Panorama s řekou Sprévou
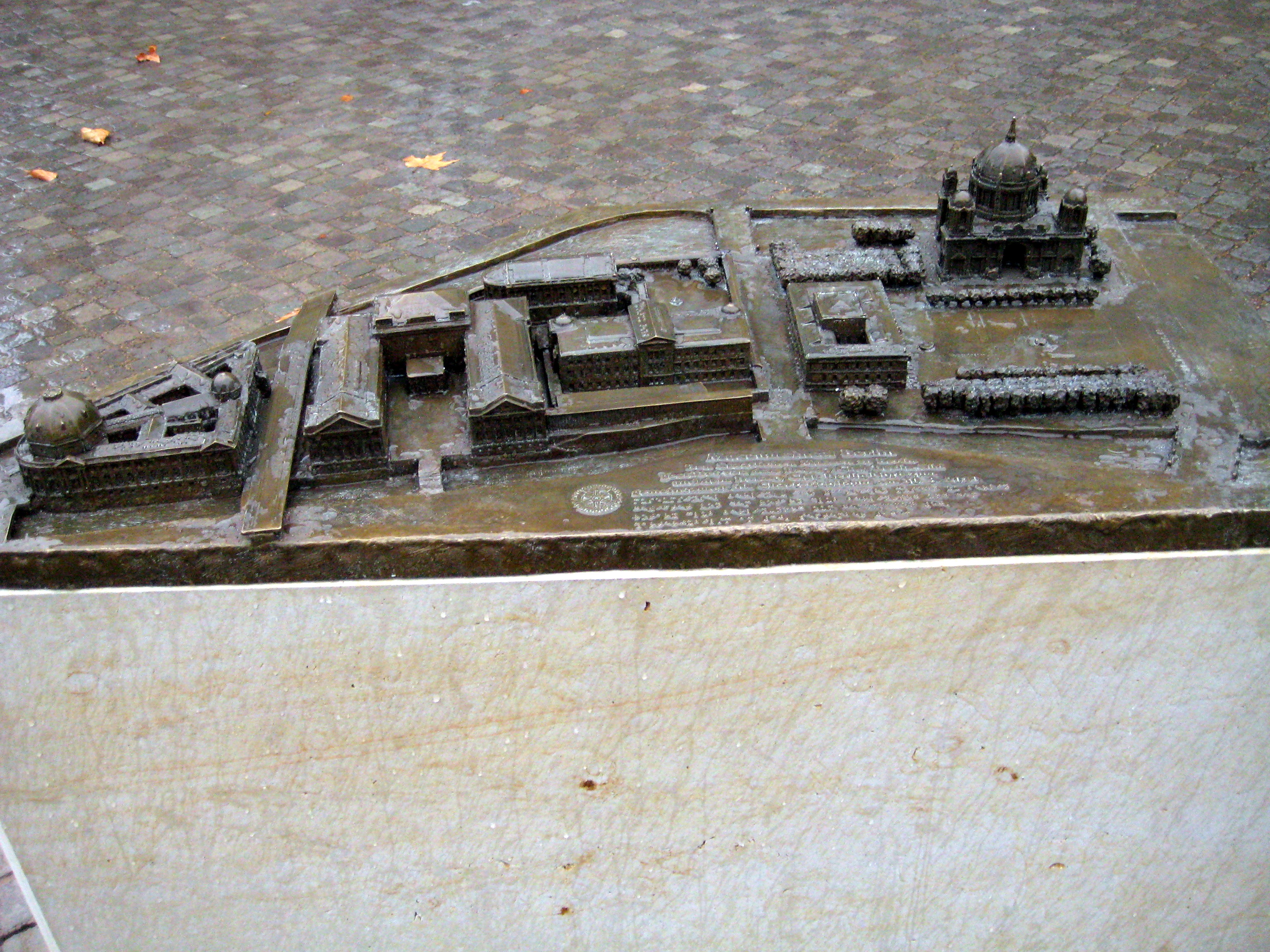
Dotykový model Muzejního ostrova